# Мирабело (Лоди)
Мирабело је насеље у Италији у округу Лоди, региону Ломбардија.
Према процени из 2011. у насељу је живело 508 становника. Насеље се налази на надморској висини од 61 м.